# Chauliodus danae
Chauliodus danae là một loài của cá rắn viper trong họ Stomiidae. Chúng chủ yếu được tìm thấy trong khu vực Bathyal.